# Selby (Dakota del Sud)
Selby és una població dels Estats Units a l'estat de Dakota del Sud. Segons el cens del 2000 tenia 736 habitants.

## Demografia
Segons el cens del 2000, Selby tenia 736 habitants, 308 habitatges, i 199 famílies. La densitat de població era de 342,4 habitants per km².
Dels 308 habitatges en un 23,4% hi vivien nens de menys de 18 anys, en un 57,1% hi vivien parelles casades, en un 5,8% dones solteres, i en un 35,1% no eren unitats familiars. En el 34,1% dels habitatges hi vivien persones soles el 21,4% de les quals corresponia a persones de 65 anys o més que vivien soles. El nombre mitjà de persones vivint en cada habitatge era de 2,16 i el nombre mitjà de persones que vivien en cada família era de 2,74.
Per edats la població es repartia de la següent manera: un 20,4% tenia menys de 18 anys, un 3,4% entre 18 i 24, un 20,5% entre 25 i 44, un 25,3% de 45 a 60 i un 30,4% 65 anys o més.
L'edat mediana era de 51 anys. Per cada 100 dones de 18 o més anys hi havia 86,6 homes.
La renda mediana per habitatge era de 27.639 $ i la renda mediana per família de 37.500 $. Els homes tenien una renda mediana de 26.563 $ mentre que les dones 18.214 $. La renda per capita de la població era de 16.433 $. Entorn del 4,7% de les famílies i el 8,3% de la població estaven per davall del llindar de pobresa.

## Poblacions més properes
El següent diagrama mostra les poblacions més properes.